# 閔元植
閔元植（韓語：민원식，1886年7月12日—1921年2月17日），號正菴、又号蘭谷、韓東、養何，本貫驪興閔氏。是朝鮮王朝和朝鮮日治時期的官僚、思想家、哲學家、記者。他主張在日本法律之下爭取朝鮮人的參政權與自治權。
1910年以后，他每年前往朝鮮總督府倡議朝鮮人的參政與自治權利。1921年2月他前往日本訪問時，在東京被韓國獨立運動人士梁槿煥暗殺。

## 生平
閔元植出生于京畿道陽平郡，是明成皇后的遠房姪孫。生父閔泳駿來自驪興閔氏的支派，閔元植是其獨子；後過繼給仁顯王后兄弟的第八代子孫閔泳宇為嗣。閔元植與朝鮮高宗后宮純獻皇貴妃的姪女嚴彩德结婚。少年時期的中國和日本旅行結束后返國，並於1905年獲派官職。1906年與伊藤博文會見後快速升遷，擔任大韓帝國內務部衞生課長、帝室會計評審委員等職務。
1907年3月，他被派往日本東京，為朝鮮高宗冊封純獻皇貴妃嚴氏為皇后爭取日本政府的支持。當時日本人在動物園展示朝鮮人男女各一人，他受到很大衝擊，花钱买下而释放兩人。那一天以后，他開始推動朝鮮人的實力養成、教育啟蒙、富國强兵、衛生改善等運動。1909年，他擔任《大同日報》、《每日新報》的總經理兼編輯人。
1910年8月《日韓合併條約》簽訂後不久，日本正式吞併朝鮮半島。他每年與李圭完等人一同前往朝鮮總督府爭取朝鮮人的參政權和自治權，但朝鮮總督府總是答覆時機尙早。
他於1910年10月2日擔任朝鮮總督府中樞院副贊議。1911年7月擔任京畿道陽地郡（現陽平郡）郡守，1914年3月擔任利川郡（現利川市）郡守，1917年9月擔任高陽郡（現高陽市）郡守。
在1919年3月至5月的朝鮮獨立運動「三一運動」發生時，他持反對態度，將該運動批判為「暴擧」。他要求民眾不要輕擧妄動，並促請示威參與者停止。為此，他發表了《先覺者的奮勵於望》（선각자의 분려를 망함）。
1919年11月，他再擔任中樞院副贊議。1920年2月，他從釜山搭船前往日本東京，至5月間拜訪日本的政治人物、議員、知識份子，爭取將朝鮮人視爲日本國民，以享有相同的參政權。
1921年2月，他再次從釜山搭船前往日本東京。2月17日，在東京車站大飯店被韓國獨立運動人士梁槿煥以短劍刺殺身亡。

## 著作
- 《朝鮮統治問題》，葛生能久共著

## 作品
- 《墨蘭圖》
- 《墨竹圖》

## 家族

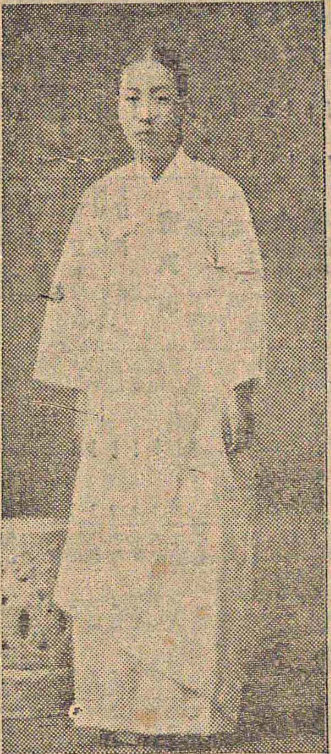
閔元植遺孀，嚴彩德（1926年9月15日）

閔元植的養父閔泳宇、生父閔泳駿都是驪興閔氏的第28代孫。閔泳宇是仁顯王后兄弟一族「三房派」的第八代子孫，而閔泳駿屬於閔氏另一支派「典書公派」。
- 養父：閔泳宇（1853－1918），初名閔泳薰，字雲卿。官至通政大夫、秘書院丞
- 養母：淑夫人德水李氏（1853－1882）、淑夫人平山申氏、淑夫人漢陽趙氏（1872－？）；三人都沒有生育子女[11]
  - （養）庶兄：閔道植（1886－？），閔泳宇庶子
    - 姪兒：閔丙德（1916－？）
- 生父：閔泳駿（1840－？），字德甫，官至司憲府監察
  - （養）兄：閔允植（1882－？），初名閔禹植；閔泳駿弟泳岐次子，過繼給閔泳駿
    - 姪兒：閔丙國（1918－1962），有四個兒子
- 岳父：嚴俊源（朝鲜语：엄준원）（1855－1938），本貫寧越嚴氏，純獻皇貴妃的堂弟、被過繼之後與其成為姊弟
  - 妻子：淑夫人寧越嚴氏，本名嚴彩德（1894－？）[11]
    - 子：閔丙星（1915－？），鐘路電氣商會社長。一說[2]是閔允植的兒子，被過繼給閔元植
      - 孫：閔亨基（1939－）、閔福基（1947－）、閔仁基（1949－）、閔亨基（1954－）、閔聲基（1956－）
      - 孫女：閔氏，沈元輔（青松沈氏）夫人
      - 孫女：閔淑子（1944－）、閔恩基（1957－）、閔錦基（1958－）

## 備註
1. ↑  민원식 (閔元植, 1886-1921) 참정권 청원운동의 주동자 的存檔，存档日期2015-06-10.
2. 1 2 3  .   [2020-07-02]. （原始内容存档于2020-07-02）.（第四卷，第731頁）
3. 1 2  .   [2020-07-02]. （原始内容存档于2021-04-10）.（第五卷，915頁）
4. ↑  황현, 《역주매천야록, 2권》(문학과지성사, 2005) 400페이지
5. ↑  일본 박람회에 전시된 조선 사람 （页面存档备份，存于） 중앙일보
 2011.12.08 
6. ↑  황현, 《역주매천야록, 2권》(문학과지성사, 2005) 401페이지
7. ↑  김선흠 등 매일신보·시사평론 간부 8명 친일 규명 （页面存档备份，存于） 미디어오늘 2007.12.12. 
8. ↑  .   [2018-02-04]. （原始内容存档于2019-07-13）.
9. ↑  5월의 독립운동가 양근환 선생 （页面存档备份，存于）東亞日報2009年05月01日 
10. ↑  총독부 드나들며 정보보고 후 기밀비 챙겨 （页面存档备份，存于） 오마이뉴스 2004.07.20 
11. 1 2  .   [2020-07-02]. （原始内容存档于2021-08-14）.（第114面）

## 外部連結
- 민원식 
- 민원식 (閔元植, 1886-1921) 참정권 청원운동의 주동자
- '5월의 독립운동가' 양근환 선생 （页面存档备份，存于） 
- 閔元植:britannica 